# Beyaz peynir
A beyaz peynir félkemény török sajtféleség, nevének jelentése szó szerint „fehér sajt”. Készülhet tehéntejből, kecsketejből vagy juhtejből egyaránt, állagra hasonlít a fetasajthoz.

## Felhasználása
A beyaz peynir a legnépszerűbb sajtféleség Törökországban, a reggelik és a meze elengedhetetlen része. Tálalják egyszerűen, zöld vagy fekete olajbogyóval, vagy salátával, uborkával, paradicsommal, de felhasználják péksütemények, például börek töltéséhez is. Sós vízben hat hónapig áll el, felhasználás előtt tejben vagy vízben áztatják kis ideig a fölösleges só kioldásához. Tömbben árulják.